# Soul Link
《Soul Link》是Navel開發並於2004年12月17日發售的科幻題材十八禁遊戲。故事以未來世界太空站為舞台。
Interchannel於2006年6月29日發售PS2遊戲《Soul Link EXTENSION》，新增了些許新角色。2010年6月25日推出重製版《Soul Link ULTIMATE》。2012年3月23日，Gyutto獨家發售網路下載版《Soul Link》。
《Soul Link》在日本美少女游戏与动画相关商品销售网站Getchu.com的2004年12月销量榜上排名第1名，2004年排名第5名。
本作也被改編成電視動畫、小說、漫畫。

## 遊戲系統
玩家須與遊戲中的女主角互動以推動劇情發展。玩家在遊玩《Soul Link》時將會花費大多數時間觀看出現在螢幕上的文字敘述、人物對話以及角色心理等，藉由這樣的方式除了讓故事獲得進展外，也可以與遊戲角色對話進行交流。
本作由四章構成，分成序章・第1章・第2章・第3章。在每次閱讀故事發展以及與其他角色對話後，玩家便有機會能夠在與角色互動時、從遊戲提供的數個選項中挑選其中一項。這時遊戲會暫停一會兒以提供玩家依據先前的對話作出決定，玩家在某些關鍵選項之中的抉擇則會影響到遊戲朝特定方向展開，並進入各式分支情節中。藉由決定於數個選項抉擇的方式來讓遊戲系統判定玩家攻略的故事劇情，同時遊戲中所做的決定也會影響這些角色故事後半段呈現不一樣的結局。該作比前作《SHUFFLE!》的選項更多，並擁有20種以上的壞結局，包括死亡、強暴等。

## 故事
西曆2045年秋天，就讀中央軍官學校的相澤秀平因任務拜訪軌道空間站空間站「白羊座號」。後來空間站卻突然遇到武裝恐怖分子"哈拉拉克斯"的襲擊……涼太等人能平安逃出並返回地球嗎？

## 登場人物

### 主要角色
相澤秀平
第1章男主角。
相澤涼太
第2章男主角。秀平的弟弟。
森崎七央
生日：10月19日，身高：161cm，三圍：B90/W60/H86
第1章女主角。
永瀨沙佳
生日：12月10日，身高：160cm，三圍：B83/W57/H81
第2章女主角。
新田亞希
生日：6月15日，身高：158cm，三圍：B77/W55/H79
第2章女主角。
Yu Yamanami
生日：11月8日，身高：168cm，三圍：B89/W61/H86
第2章女主角。
Karen Tachibana
生日：4月18日，身高：163cm
電視動畫、PS2版、重製版的新角色。

### 其他角色
稻月奈奈美

杉本亞彌

新田和彥
亞希的哥哥和涼太的同學。
森本茂道

Gale Lantis

若槻兼吉

Cellaria Markelight

クーちゃん

亞莉亞
重製版的新角色。

## 電視動畫
2006年4月至6月由AT-X、千葉電視台、埼玉電視台、神奈川電視台、三重電視台、京都放送播放12集電視動畫及特別編。

### 主題歌
- OP「screaming」

作詞：AlAi　作曲：アッチョリケ　編曲：鈴木マサキ　歌：橋本美雪
- ED「dust trail」

作詞：藤海琢樹　作曲：アッチョリケ　編曲：鈴木マサキ　歌：橋本美雪

### 各話列表
| 話數 | 標題                         | 劇本       | 分鏡              | 演出       | 作畫監督                                        |
| ---- | ---------------------------- | ---------- | ----------------- | ---------- | ----------------------------------------------- |
| 1    | ENCOUNTER -出会い-           | 長谷川勝己 | 所俊克            | 山口美浩   | 森川均                                          |
| 2    | CONTACT -接触-               | 静谷伊佐夫 | 矢吹勉            | 石川敏浩   | 水上ろんど、いわさきたいすけ 植田和幸、馬場竜一 |
| 3    | OUTBREAK -勃発-              | 長谷川勝己 | 所俊克            | 小島慎太郎 | 山本修                                          |
| 4    | BREATHING SPACE -休息-       | 静谷伊佐夫 | 小柴純弥          | 熨斗谷充孝 | 南伸一郎                                        |
| 5    | WATERSHED -分岐点-           | 長谷川勝己 | 池田重隆          | 池田重隆   | 横瀬順一                                        |
| 6    | FAREWELL -別れ-              | 静谷伊佐夫 | 所俊克            | 岡崎幸男   | 八重洲まもる                                    |
| 7    | FLUX -流転-                  | 長谷川勝己 | 山口美浩 所俊克   | 岡尾貴洋   | 桜井木ノ実                                      |
| 8    | DESIRE -願い-                | 静谷伊佐夫 | 山田一郎          | 山田二郎   | 姫沙羅                                          |
| 9    | ROUSE -覚醒-                 | 長谷川勝己 | 山口美浩 餅田隆幸 | 岡尾貴洋   | 岡野幸男、山本修 横瀬順一                       |
| 10   | STRAY -迷走-                 | 静谷伊佐夫 | 東海林真一        | 東海林真一 | 東出太                                          |
| 10.5 | 特別回想編 -CELLARIA/NANAMI- |            |                   |            |                                                 |
| 11   | MOURNING -哀悼-              | 長谷川勝己 | 所俊克            | 岡崎幸男   | 南伸一郎                                        |
| 12   | JOURNEY -旅路-               | 長谷川勝己 | 所俊克            | 高島大輔   | 桜井木ノ実 服部益実、森川均                     |

### 工作人員
- 監督/系列構成/撮影監督：所俊克
- 角色原案：鈴平ひろ
- 角色設定：渡邊義弘
- 總作畫監督：渡邊義弘、早川ナオミ
- 美術監督：宮前光春
- 色彩設計：のぼりはるこ
- 編集： 岡田輝満
- 音樂：澤野弘之
- 音響監督：飯田里樹
- 製作人：石塚治寿、井出美恵、山崎明日香、櫻井優香、田所達也
- 動畫製作：Picture Magic
- 製作：Soul Link Media Project（Interchannel、ジェネオンエンタテインメント、AT-X、オンザラン、東京電化）

## 相關商品
漫畫
- 《Soul Link -SignalCode:0-》

作者：今ノ夜きよし　出版社：角川書店　發售日：2006年4月7日　ISBN 4-04-713809-6
- 《Soul Link》

出版社：宙出版　發售日：2005年5月24日　ISBN 4-7767-1620-8
小說
- 《Soul Link》

作者：神尾丈治　出版社：Softgarage
上巻 發售日：2005年5月15日 ISBN 4-86133-048-3
下巻 發售日：2005年7月15日 ISBN 4-86133-049-1
- 《Soul Link 小說選集》（Soul Linkアンソロジーノベル）

出版社：JIVE　發售日：2005年7月25日　ISBN 4-86176-167-0
CD
- 　發售日：2005年3月23日
- 　發售日：2005年3月24日
- 　發售日：2005年5月25日
- 《screaming》　發售日：2006年4月26日
- 《Soul Link The Animation Mission01》　發售日：2006年6月7日
- 《Soul Link The Animation Mission02》　發售日：2006年6月21日
- 《Soul Link The Animation Mission03》　發售日：2006年7月26日
- 《Soul Link The Animation Mission04》　發售日：2006年8月23日
- 《Soul Link Original Soundtrack》　發售日：2006年8月9日
- 《Cosmic Rhapsody》　發售日：2006年7月5日
- 《Cross Illusion》　發售日：Cross Illusion

書籍
- 《Soul Link 公式Visual Guide》 （Soul Link 公式ビジュアルガイド）

出版社：角川書店　發售日：2005年4月15日　ISBN 4-04-707182-X
出版社：宙出版　發售日：2005年6月1日　ISBN 4-7767-9179-X

## 外部連結
- 官方網站 （页面存档备份，存于）（日語）
- Soul Link（動畫）在動畫新聞網百科全書中的資料（英文）